# Anton Vassil

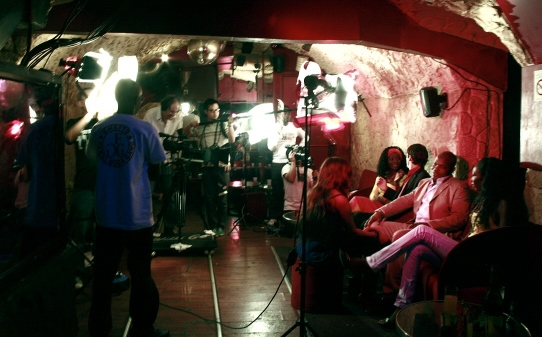

Anton Vassil, de nationalité française, né à Düsseldorf (Allemagne), est un réalisateur et scénariste de longs métrages, documentaires, clips, et publicités.

## Biographie
Réalisateur de longs métrages et de documentaires politiques et historiques, Anton Vassil réalise son premier long métrage en 1993.
Anton Vassil réalise en 1999 Guderian, un document historique dévoilant les images inédites des intrigues des coulisses militaires du Troisième Reich. En 2001, Anton Vassil met ses efforts à contribution de la lutte contre la "bonne pensée" en réalisant La Dictature de la pensée unique avec la participation d'intellectuels notables dont Jean-François Kahn, Jean Barreau et Guillaume Bigot. D'autres reportages tel que Les Oiseaux dévoilent le côté sensible et poétique du réalisateur.
En 2004, Anton Vassil travaille étroitement avec l'Agence spatiale européenne pour laquelle il écrit ISS Space Agency, une coproduction européenne de long métrage pour le marché audiovisuel international.
Fidèle à ses convictions, trilingue, de nationalité française, né en Allemagne avec 15 ans passés aux États-Unis, avec une maîtrise en communication audiovisuelle de Loyola Marymount University, Anton Vassil écrit et réalise Laurent et Safi, une comédie musicale franco-malienne sortie en salle à Abidjan et à Paris en 2017.
En 2018 il écrit et réalise la comédie Ivoirienne Le Gendarme de Abobo sortie en Novembre 2019 dans les salles Ivoiriennes et en 2020 dans les salles Africaines.  Le film remporte un énorme succès et bat tous les records au moment de sa sortie.   
En 2022 il écrit et réalise la suite intitulée Le Retour du Gendarme de Abobo dont la sortie est prévue en 2024.

## Filmographie
- 1993 : Marching out of Time
- 1999 : Guderian
- 2000 : La Dictature de la pensée unique
- 2001 : Les Oiseaux
- 2004 : ISS Space Agency
- 2015 : Laurent et Safi
- 2019 : Le Gendarme de Abobo
- 2024 : Le Retour du Gendarme de Abobo